# Aalleder
Das sogenannte Aalleder ist die gegerbte Haut schlangenförmiger Fische, Aale (Süßwasseraale), Aalartige (Meeraale) und Schleimaale, es ist oft an dem charakteristischen Längsstreifen in der Rückenmitte zu erkennen. Dieses Leder ist leicht, äußerst zäh und geschmeidig.
Aalleder wurde schon in alter Zeit genutzt. Bei den Spartanern und Römern wurde es für Peitschen (Anguilla, Flagrum) und als Gürtel verwendet. In Teilen Englands wurden im Mittelalter mit Aalledern die Steuern beglichen. Erwähnt wird es auch bei Shakespeare (H4 B III, 2, 351; John I, 141). In Skandinavien wurde Aalleder in frühgeschichtlicher Zeit zum Beispiel für Skibindungen und Handschuhe verwendet. Es wurde auch für Türscharniere und Membranen (Diosmose), sowie als Band, Schnur genutzt.
Auch die Eskimos und die Indianer Nordamerikas stellten Fischleder her.
Heute stammt ein Großteil des Aalleders von der Haut der Schleimaale, die mit echten Aalen taxonomisch nicht verwandt sind; es wird oft als Congeraal-Leder vermarktet. Durch Überfischung sind diese Bestände stark bedroht. Leder von Süßwasser- und Meeraalen wird nur noch selten verwendet.
Reißfestigkeit und Bruchdehnung dieses Leders liegen deutlich höher als die von Rindsleder.
Aalleder wird heute für Schuhe, Stiefel, Gürtel, Bucheinbände, Brieftaschen, Handtaschen etc., sowie in der Sport- und Fliegenfischerei verwendet.